# Coniopteryx (Metaconiopteryx) lentiae
Coniopteryx (Metaconiopteryx) lentiae is een insect uit de familie van de dwerggaasvliegen (Coniopterygidae), die tot de orde netvleugeligen (Neuroptera) behoort. 
Coniopteryx (Metaconiopteryx) lentiae is voor het eerst wetenschappelijk beschreven door H. Aspöck & U. Aspöck in 1964.